# 758. grenadirski polk (Wehrmacht)
758. grenadirski polk (izvirno nemško 758. Grenadier-Regiment; kratica 758. GR) je bil pehotni polk Heera v času druge svetovne vojne.

## Zgodovina
Polk je bil ustanovljen 13. novembra 1942 za potrebe 338. pehotne divizije.
Avgusta 1944 je bil polk uničen pri Carcassonnu in oktobra 1944 ponovno ustanovljen. Polk je bil dokončno uničen februarja 1945 v Alzaciji.